# コトノハ:Chronicle
コトノハ:Chronicle（コトノハクロニクル）は、日本のポップスユニット。

## 来歴
- 2006年 - ユニット形態を模索中のこめっちがソロプロジェクトとして仮始動。
- 2006年8月 - プロレス団体WMFの2選手の入場曲を提供。
- 2006年10月 - 1stALBUM「μ6-musics-」を全国発売。
- 2007年4月 - サポートメンバーだったKey.たまが加入　ユニットの形態が定まり正式に始動。
- 2007年10月 - 2ndALBUM「HAND.」を全国発売。
- 2008年8月 - WMFとのコラボイベントにて1st Single「朧月」発売。
- 2009年9月 - ノクティミュージックコンテスト　チャンピオン大会にて優勝。
- 2010年1月 - FMサルース84.1MHzにてコトノハクロニクルパーソナリティの番組「2ndpop Party」がスタート。
- 2010年9月 - 奈良育英学園文化祭にてワンマンで行う。
- 2011年2月 - 3rdALBUM「さよならTRIP」発売。

## メンバー
- こめっち - ボーカル、作詞、作曲、編曲
- たま - キーボード、コーラス、ドラム、作曲

## ディスコグラフィー

### シングル
|     | リリース日    | タイトル | 作詞・作曲・編曲                          |
| 1st | 2008年8月31日 | 朧月     | 作詞：こめっち・作曲：たま 編曲：こめっち |
| 2nd | 2009年5月19日 | song.127 | 作詞：こめっち・作曲：たま 編曲：こめっち |

### アルバム
1. μ6-musics-(2006/10/13)
2. HAND.(2007/10/23)
3. さよならTRIP(2011/2/24)